# Andrej Turjaški
Andrej vitez Turjaški (nemško Andreas Ritter von Auersperg), kranjski vojskovodja iz šumberške veje Turjačanov, * 9. april 1557, Žužemberk, † 5. september 1594, Karlovec.

## Življenje in delo
Andrej Turjaški je izhajal iz ene od vodilnih protestantskih plemiških družin na Kranjskem. Bil je najmlajši sin Volfa-Engelberta Turjaškega, gospoda na Šumberku, Žužemberku in zastavnega gospoda na Smledniku († 1557) in Ana Marija Lamberg (1514–1557). Ko so njegovi starši še mladi umrli, je postal njegov skrbnik deželni glavar Kranjske  baron Vajkard Turjaški (1533–1581).
Leta 1569 se je pri 13 letih preselil na Univerzo Tübingen; s posredovanjem Primoža Trubarja (1508–1586) je Bernard Kamniški († po 1593)Iz Kamnika pri Ljubljani; Matrikel Tübingen 22. april 1569: „Bernhardinus / Franciscus Stainer fratres Litropolitani“, 1573–1576 župnik v Šentrupertu pri Beljaku na Koroškem, od 1576 deželni pridigar v Celovcu.</ref> od leta 1569 do 1573 kot njegov  „domači učitelj“ (Hauslehrer). Leta 1573 je Turjaški študiral na Univerzi v Padovi in leta 1574 na  Univerzi v Bologni.
Andrej Turjaški je postal vojak  in je v letih 1577–1578 spremljal  nadvojvodo Matijo (1557–1619) na Nizozemsko. Leta 1578 sej je bojeval na Hrvaškem kot stotnik pod baronom Hansom Ferenbergerjem iz  Auerja (1511–1584) in leta 1579 pod Krištofom Turjaškim (1550–1592) na »ilirski meji«. Leta 1583 je bil polkovnik, leta 1589 pa je bil v Karlovcu s strani Rudolfa II. (1552–1612) kot naslednik grofa Jobst Jožefa iz Turna in Valsassine († 1589) imenovan za kraljevega vojnega svetnika in poveljnika  Vojne krajine.
Bil je na čelu cesarske vojske, ki je štela približno 5.000 člansko četo bana Tomaža Erdedija iz Eberava (1558–1624), Andreja Turjaškega, Ruprehta Eggenberškega (1546–1611) in  Melhiorja Redernskega (1555–1611), ki je na dan svetega Ahaca 22. junija 1593 v Bitki pri Sisku porazila trikrat močnejšo turško vojsko, ki jo je vodil Hasan Paša Predojević († 1593).
Papež Klemen VIII. (1536–1605) sje protestantu Turjaškemu 10. julija 1593 poslal na roko napisano čestitko.									
Po navedbi  Abraham a Sancta Clara (1644–1709) so Turjaškega imenovali „krajnski“ ali „krščanski Ahil(es)“ in „strah Turkov“. Umrl je neporočen tri mesece po bitki pri Sisku.